# Mojneakivka, Novopskov
Mojneakivka (în ucraineană Можняківка) este o comună în raionul Novopskov, regiunea Luhansk, Ucraina, formată numai din satul de reședință.

## Demografie
Componența lingvistică a comunei Mojneakivka
     Ucraineană (93,8%)
     Rusă (6,04%)
     Alte limbi (0,16%)
Conform recensământului din 2001, majoritatea populației comunei Mojneakivka era vorbitoare de ucraineană (93,8%), existând în minoritate și vorbitori de rusă (6,04%).